# Parashurama

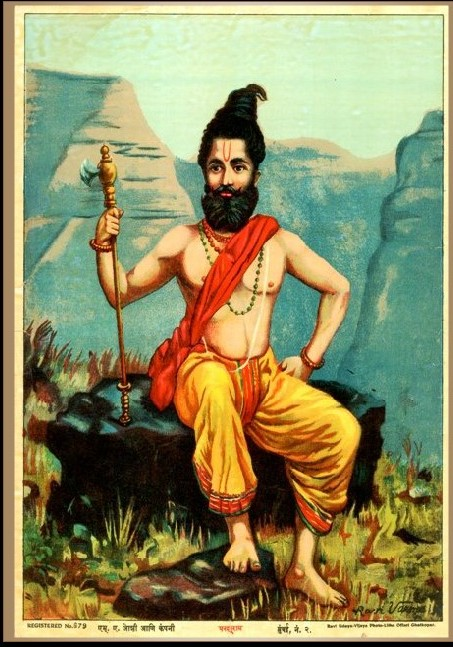
Parashurama, uit een schilderij van Raja Ravi Varma

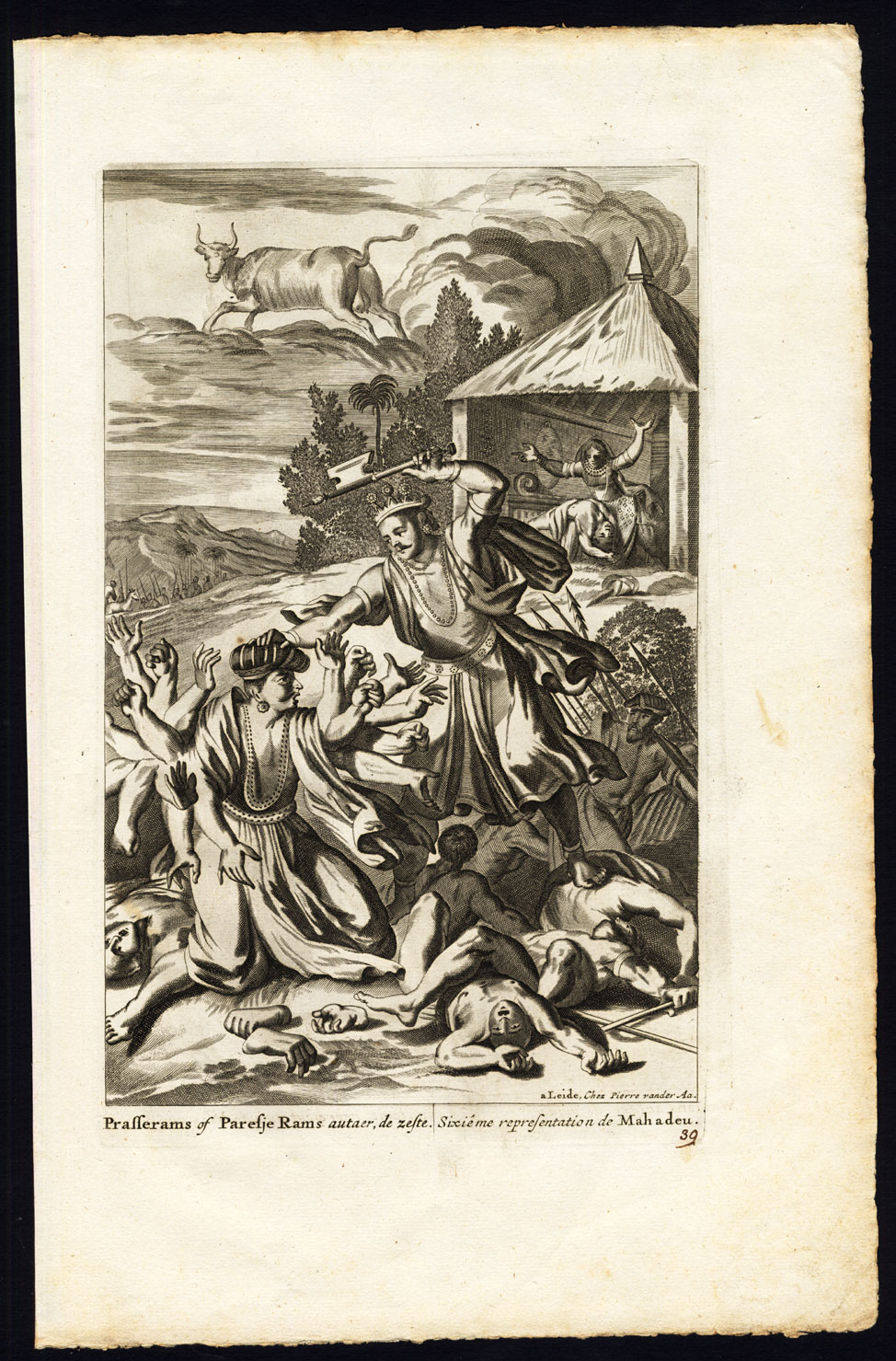
Parashurama valt de veelarmige koning Kattavirya aan, circa 1725 door Pieter van der Aa

Parashurama (Sanskriet: परशुराम, Rama met de bijl) ook als Jamadagnya en Virarama, is in het hindoeïsme de zesde avatara (belichaming) van Vishnu. Hij is de vijfde zoon van de brahmanen Jamadagni en Renuka. Hij verslaat de duizend-armige koning Kattavirya en stelt zich ten doel de kshattriya's uit te roeien die hun macht begonnen te misbruiken. Parasurama kwam ook in een tijdelijk conflict met Rama.

## Geboorte
In de Vishnu Purana wordt over Parashurama's geboorte verteld. Prins Gadhi (een incarnatie van Indra) heeft een dochter, Satyavati, met wie de oude brahmaan en muni Richika wil trouwen. Richika weet zelfs met Varuna's hulp de bruidsschat van duizend witte paarden met één zwart oor te bemachtigen. Richika maakt twee borden met eten klaar voor Satyavati en haar moeder, zodat ze van zonen zullen bevallen. Doelbewust wisselen de vrouwen van bord, zodat Satyavati van een held en niet van een brahmaan zou bevallen. Als Richika er achter komt wordt hij boos en legt uit wat het verschil is tussen krijgers en priesters (brahmanen): krijgers slaan neer en strijden met wapens, zoeken macht, kracht en heroïek, terwijl brahmanen vriendelijkheid, kennis, vrede en vroomheid zoeken en zich terughoudend opstellen. Satyavati wil niet langer een krijger als zoon en vraagt of Richika haar kleinzoon tot krijger kan maken. Zo gebeurt het.
Satyavati bevalt van Jamadagni, die met Renuka huwt. Hun vijfde kind is Jamadagnya of Parashurama, een deel van Narayana (Vishnu), de spirituele gids van het universum.

## Daden
In de Mahabharata, Bhagavata-, Padma- en Agni Purana worden Parashurama's daden uiteengezet. Op een dag gaat zijn moeder Renuka baden en ziet prins Chitraratha van Mrittikavati en zijn koningin zich in het water vermaken. Ze wordt jaloers en daardoor onzuiver. Haar man Jamadagni ziet het meteen als ze thuiskomt en geeft zijn zonen opdracht hun moeder het hoofd af te slaan. Ze weigeren en worden door Jamadagni's vloek idioten. Als Parashurama binnenkomt gehoorzaamt hij en slaat zijn moeder met de bijl, die hij van Shiva heeft gekregen, het hoofd af. Zijn vader Jamadagni is verrast en staat zijn zoon gunsten toe. Parashurama vraagt zijn moeder weer tot leven te wekken, haar niets zich te laten herinneren van de onthoofding, haar zuiverheid te herstellen, zijn broers te genezen, onoverwinnelijkheid in de strijd en vele jaren van leven. Zijn vader zegt hem dat alles toe.
Op een dag komt de ijdele, duizend-armige koning Karttavirya van de Haihaya's met zijn gouden wagen naar de hermitage van Jamadagni en Renuka. Renuka's vriendelijkheid beantwoordt de onderdrukker van goden, rishi's en alle wezens, met de diefstal van het kalf van de melkkoe en het omhakken van de hoge bomen. Als Parashurama er van hoort neemt hij zijn boog, gaat Karttavirya achterna, schiet hem zijn armen af en verslaat hem. Diens zonen echter vallen de hermitage aan en doden Parashurama's vader Jamadagni. Na de begrafenis zweert Parashurama de eed alle kshattriya's (krijgers) om te brengen die hun macht misbruiken, te beginnen met Karttavirya's zonen. 

### Ramayana

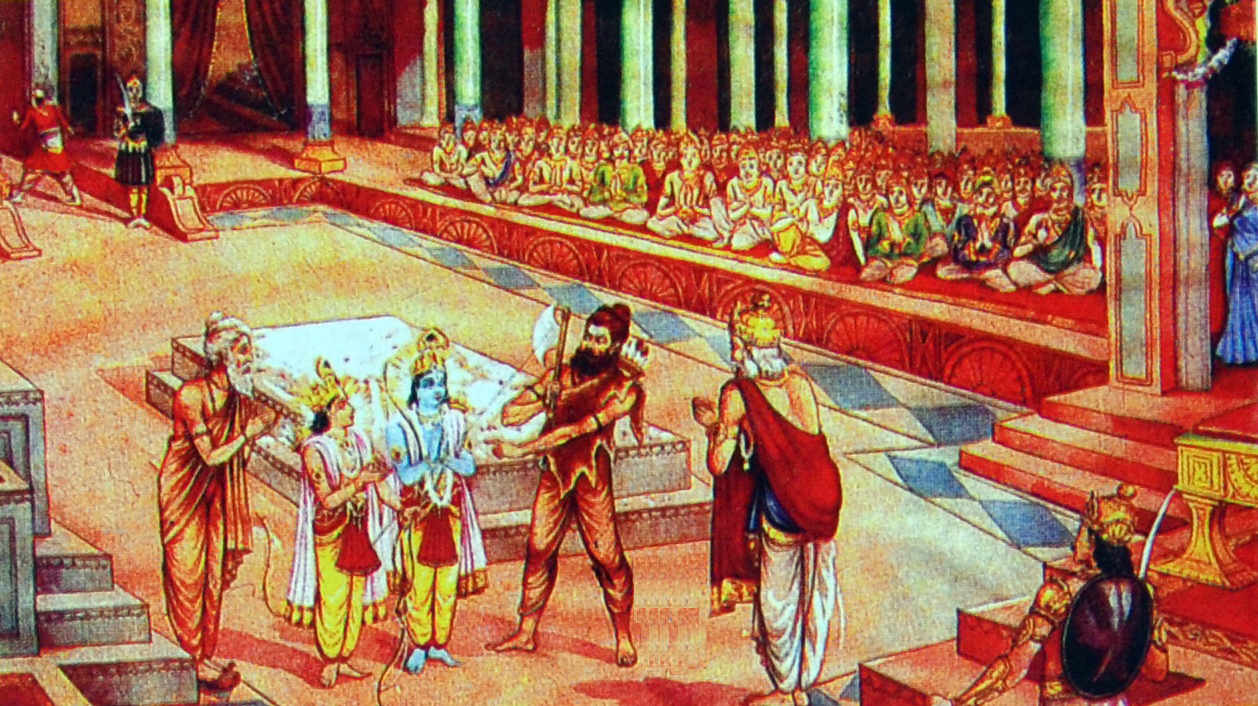
Parashurama in de Ramayana

In de Ramayana wordt verteld over de ontmoeting tussen Parashurama en Rama (Chandra). Ze komen elkaar tegen als Rama's vader, Dasaratha, naar zijn hoofdstad terugkeert. Parashurama vertelt dat hij gehoord heeft hoe Rama Janaka's boog heeft gebroken en stelt een tweekamp voor, waarbij naast Shiva's boog ook Vishnu's boog wordt uitgeprobeerd. Als Rama zelfs Vishnu's boog kan spannen en een pijl kan aanleggen, staat Parashurama hem toe zijn 'gezegende verblijfplaatsen' te verwoesten. Al zijn zij beiden de belichamingen van Vishnu, wordt zo bewezen wie van hen de grootste is.
Matsya  · Koerma  · Varaha  · Narasimha · Vamana · Parashurama (krijger) · Rama (ideale man) · Krishna · Boeddha 

Toekomstig: Kalki